# Nolita
Nolita, escrito também como NoLIta, é um bairro de Manhattan, na cidade de Nova York. O nome é a abreviação de North of Little Italy, indicando a região ao norte de Little Italy, o bairro italiano da cidade. Fica a leste do SoHo, a oeste do Lower East Side, ao norte de Chinatown e ao sul da Houston Street.

## Personalidades
- Vanessa Carlton, cantora; sua música "Nolita Fairytale" foi inspirada no bairro.
- Moby, músico [1]